# Jacek Winnicki
Jacek Winnicki (ur. 7 września 1967) – polski trener koszykówki, był do 24 marca 2024 trenerem Śląska Wrocław.
Pracował wcześniej w kobiecym zespole Lotosu Gdynia. W latach 2010–2012 był trenerem Turowa Zgorzelec grającym w Tauron Basket Lidze.
W styczniu 2012 został trenerem reprezentacji Polski kobiet. Na Mistrzostwach Europy w 2015, reprezentacja prowadzona przez Winnickiego przegrała wszystkie mecze w grupie i ostatecznie zajęła 19. miejsce na 20 drużyn. 15 czerwca 2015 został zwolniony z funkcji trenera reprezentacji Polski kobiet. Wkrótce potem powrócił do męskiej koszykówki, obejmując Twarde Pierniki Toruń.
26 czerwca 2017 objął stanowisko głównego trenera MKS-u Dąbrowy Górniczej. 17 maja 2019 dołączył do Arged BM Slam Stali Ostrów Wielkopolski. 14 października opuścił klub. 
13 listopada 2019 został trenerem PGE Spójni Stargard. 5 lutego 2020 został szkoleniowcem reprezentacji Polski do lat 20. 27 października 2020 został zawieszony przez Spójnię Stargard, po czym opuścił klub. 
27 kwietnia 2021 zawarł umowę trenerską z MKS-em Dąbrowa Górnicza. 3 listopada 2023 przejął obowiązki trenera Śląska Wrocław po Olivierze Vidinie. 24 marca 2024 przestał pełnić funkcję trenera Śląska Wrocław.
W czerwcu 2024 roku został ogłoszony jako trener główny w pierwszoligowym SKS Starogard Gdański.

## Osiągnięcia

### Koszykówka mężczyzn
Drużynowe
- Mistrzostwo Polski: 1998^, 1999^, 2000^, 2001^, 2002^, 2004^, 2005^, 2006^, 2007^
- Wicemistrzostwo Polski: 2011, 2017[15]
- Brązowy medal Mistrzostw Polski: 2003
- Puchar Polski: 2006^
- Superpuchar Polski: 1999^, 2000^

- Finał:
  - Pucharu Polski: 2007
  - Superpucharu Polski: 2001, 2019[16]
- Awans do ekstraklasy z zespołem Sportino Inowrocław: 2008
- 4. miejsce Mistrzostw Polski: 2012
- Uczestnik rozgrywek:
  - TOP 16:
    - Euroligi: 2005^, 2007^
    - Eurocup: 2004^, 2024

  - Pucharu Saporty: 1997–2000^
  - Euroligi: 2001–2003^
  - Suproligi: 2000/2001^
  - Mistrzostw Europy U–20 Dywizji B (2008 – 13. miejsce)

Indywidualne
- Najlepszy trener sezonu Tauron Basket Ligi (2011 – oficjalnie[17], 2017 – według dziennikarzy[18])
- II trener Reprezentacji Polski: 2003

^ – oznacza, że pełnił funkcję asystenta trenera

### Koszykówka kobiet
Drużynowe
- Mistrzostwo Polski: 2009, 2010, 2013
- Wicemistrzostwo Polski: 2014
- Superpuchar Turcji: 2014
- Puchar:
  - Turcji: 2015
  - Prezydenta Turcji: 2015
  - Polski: 2010, 2013
- Finał:
  - Pucharu Polski: 2009, 2014
  - Superpucharu Polski: 2008, 2009
- 4. miejsce w Eurolidze: 2015
- Uczestnik mistrzostw Europy:
  - 2015 – 18. miejsce
  - U–20 (2010 – 9. miejsce)

Indywidualne
- Trener kadry Polski podczas Meczu Gwiazd PLKK (2012, 2014)